# Donduk Kuular

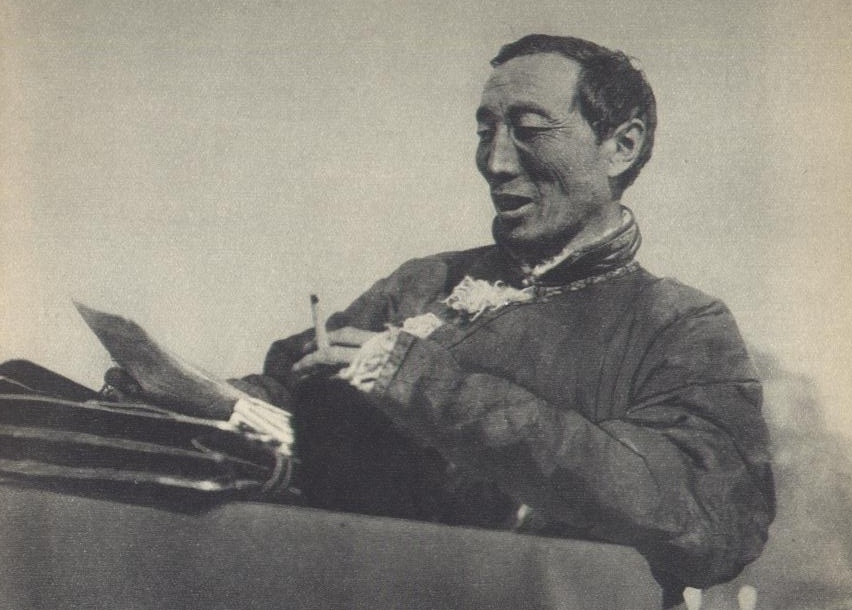

Donduk Kuular (* 1888; † 1932) war ein tuwinischer Politiker, Staatsoberhaupt und erster Ministerpräsident der Tuwinischen Volksrepublik.

## Machtergreifung
Donduk Kuular war lamaistischer Mönch. Er schloss sich einer Gruppe von „Nationalbolschewisten“ an, die 1921 mit sowjetrussischer Unterstützung die Unabhängigkeit von Tuwa ausriefen. Das Land wurde nach der Sowjetunion der dritte sozialistische Staat der Welt.

## Politik
Donduk Kuular war danach führendes Mitglied der Tuwinischen Revolutionären Volkspartei (TPRP). 1924 wurde er zum Vorsitzenden des Kleinen Churals (tuwinisches Parlament) gewählt und war damit Staatsoberhaupt. Er suchte vor allem den Ausgleich mit der Mongolischen Volksrepublik, die Tuwa völkerrechtlich anerkannte. Territorialkonflikte zwischen beiden Staaten wurden durch Donduk Kuulars Vermittlung gelöst, aber auch allgemein suchte Donduk Kuular eine engere Anbindung an die Mongolei.
Donduk Kuular betrieb in der Folgezeit eine immer mehr auf Unabhängigkeit von Moskau ausgerichtete Politik, was Stalin verärgerte. Donduk Kuular wollte Tuwa in eine lamaistische Theokratie umwandeln. Er sprach sich gegen den Zuzug russischer Siedler und gegen eine pro-russische Propaganda im Land aus. 1926 führte er den Buddhismus als Staatsreligion ein. Im November 1926 ließ sich Donduk Kuular zum Ministerpräsidenten wählen und das Land in Tuwinische Volksrepublik umbenennen.

## Putsch
1929 inszenierte die sowjetische Politik einen kommunistischen Staatsstreich in Tuwa. Donduk Kuular wurde als Ministerpräsident abgesetzt, verhaftet und später durch Salchak Toka (1901–1973), einen Günstling Stalins, ersetzt. Dieser wurde am 6. März 1932 auch Generalsekretär der Revolutionären Volkspartei von Tuwa. Auf Betreiben Stalins wurde Donduk Kuular 1932 hingerichtet.